# 秦まりな
秦 まりな（はた まりな、1987年12月26日 - ）は、山陰放送（BSS）のアナウンサー。島根県出雲市出身。

## 来歴・人物
島根県立出雲高等学校、お茶の水女子大学卒業。産休に入るため2020年1月第3週をもってテレビのレギュラー番組をいったん卒業した。
復帰後、2022年5月再び産休に入るためテレビ番組を卒業した。

## 担当番組

### NHK松江放送局時代
- しまねっとNEWS610（2011年4月〜2013年3月）

### 福井テレビ時代
- 福井新聞ニュース・中日新聞ニュース
- おかえりなさ〜い

### 山陰放送時代
- マルっと!とっとり
- テレポート山陰 （2016年4月〜2019年3月-サブ司会、2019年4月〜2020年1月-月・火・水の総合司会、2021年4月〜2022年5月-木・金曜日の総合司会、2023年4月1日-木・金曜日キャスター）
- BSSニュース（テレビ不定期）